# Purpuradusta microdon
Purpuradusta microdon is een slakkensoort uit de familie van de Cypraeidae. De wetenschappelijke naam van de soort werd in 1828 voor het eerst geldig gepubliceerd door John Edward Gray.

## Verspreiding
Deze soort komt voor in de Rode Zee en in de Indische Oceaan langs de Chagosarchipel, Kenia, Mascarenen, Mauritius en Tanzania.